# Enrique Granados
Pour les articles homonymes, voir Granados.
Enrique Granado y Campiña (Enric en catalan), né le 27 juillet 1867 à Lleida et mort noyé dans la Manche le 24 mars 1916, est un compositeur et pianiste espagnol.

## Biographie
Élève précoce, Enric Granados étudie le piano à Barcelone sous la direction de Francisco Jurnet et de Juan Baptista Pujol, qui compta également Isaac Albéniz parmi ses élèves. Granados obtient le premier prix de piano au Conservatoire de Barcelone en 1883. Il étudiera également la composition avec Felipe Pedrell, avant de quitter l'Espagne en 1887 pour se rendre à Paris où il suit les cours de Charles Wilfrid de Bériot. C'est là qu'il rencontre la dernière génération de compositeurs français : Gabriel Fauré, Claude Debussy, Maurice Ravel, Paul Dukas, Vincent d'Indy, Camille Saint-Saëns, etc. 
Il revient s'installer à Barcelone en 1889 pour y entamer une brillante carrière d'interprète et de compositeur. Il donne son premier récital en 1890. Par la suite, il partagera la scène avec de nombreuses célébrités de l'époque, dont bien des noms nous sont encore aujourd'hui familiers : Eugène Ysaÿe, Jacques Thibaud, Édouard Risler, etc. Son premier opéra, María del Carmen, lui vaut en 1898 une consécration royale. Néanmoins, les quatre opéras suivants, composés entre 1901 et 1911, n'auront guère de succès.
En 1901, il fonde l'Academia Granados. Il se consacre dès cette date à l'enseignement du piano et de l'interprétation pianistique. Il fut professeur, entre autres, du compositeur Roberto Gerhard. S'il poursuit parallèlement sa carrière de compositeur, il ne reviendra en tant que tel sur le devant de la scène qu'en 1911, à la faveur des premières auditions de sa suite pour piano, Goyescas. Le titre de l'œuvre qui assura sa notoriété est un hommage au peintre Francisco de Goya, pour qui Granados éprouvait une vive admiration : « Goya est le génie représentatif de l'Espagne... Nous devons, à l'exemple de cette belle figure, tenter de contribuer à la grandeur de notre pays ». 

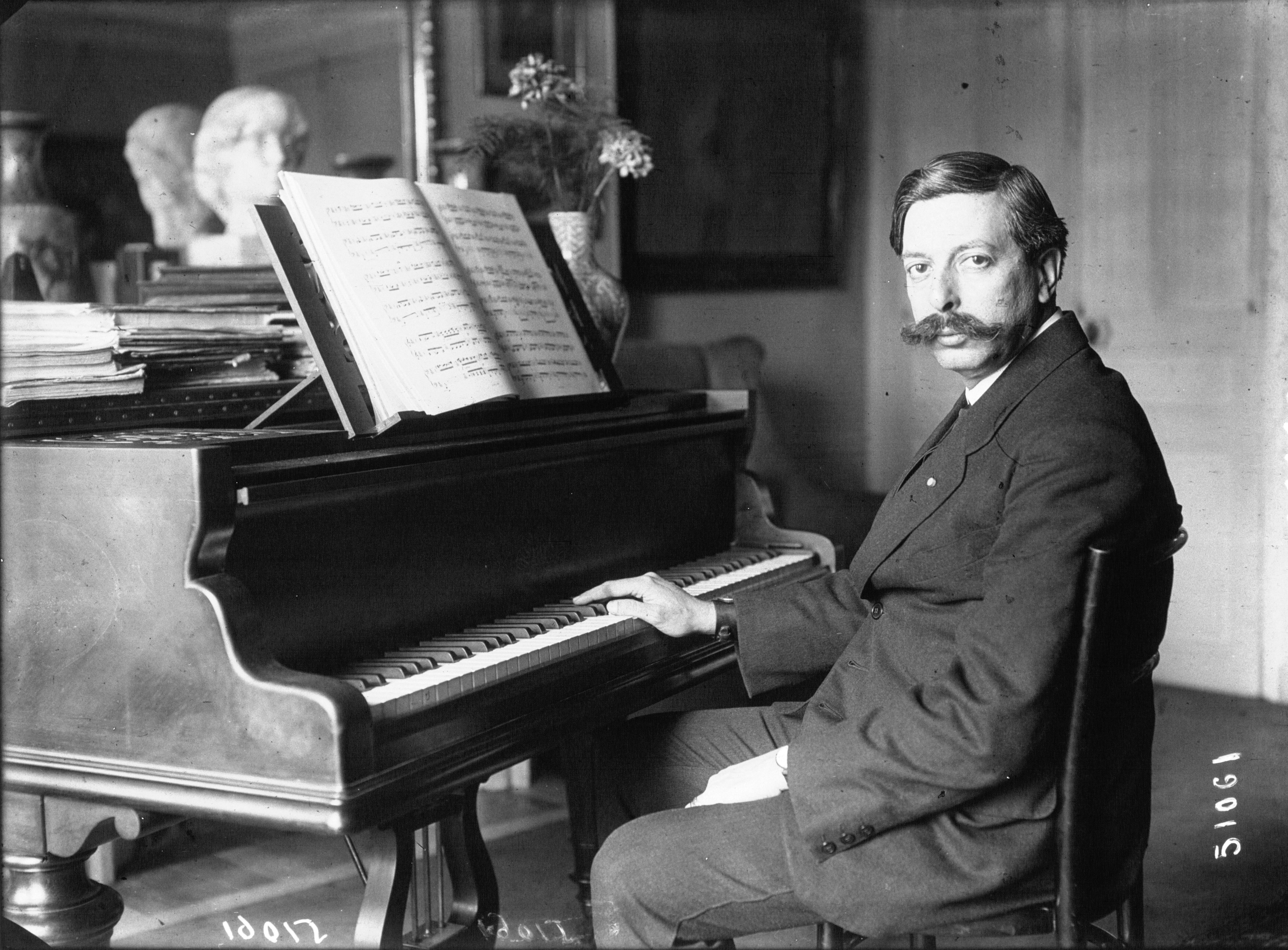
Enrique Granados en 1914.

En 1916, il effectue un voyage à New York pour assister à la première américaine de son opéra Goyescas, inspiré de la suite du même nom. Les représentations sont un succès. Granados achève sa tournée américaine dans l'enthousiasme. Au mois de mars, sur le chemin du retour, il embarque avec sa femme à bord du Sussex, qui fait la liaison de Londres à Barcelone. Le 24 mars 1916, le navire est torpillé par le sous-marin allemand UB-29 dans la Manche. Il réussit à rejoindre un canot de sauvetage mais, apercevant sa femme qui se noyait, il sauta à nouveau à la mer. Tous deux se noyèrent.

## Commentaires
Enric Granados forme, avec Isaac Albéniz, Manuel de Falla, Joaquin Turina et Joaquín Rodrigo, le quintette emblématique du renouveau de la musique espagnole à la fin du XIXe siècle. Sur la Péninsule ibérique, les dernières décennies avaient en effet plutôt été marquées, dans le domaine musical, par l'extinction progressive de la tradition classique. La mode italienne, du reste, avait peu à peu vidé les productions espagnoles de leur "génie national". Seul le flamenco perpétuait sur la scène ibère une tradition vivante et dynamique[Interprétation personnelle ?]. L'influence de Felipe Pedrell et de son Cancionero Musical Popular Español fut déterminante pour le réveil musical d'une musique espagnole à la fois savante et enracinée. Granados fera de nombreux emprunts rythmiques, mélodiques et harmoniques, à la musique populaire de son pays. 
Granados n'a jamais écrit pour la guitare, malgré le caractère éminemment national de cet instrument[Interprétation personnelle ?]. De nombreuses adaptations de son œuvre ont été réalisées au XXe siècle pour cet instrument, sous la forme de pièces pour guitare seule, ou bien pour deux ou quatre guitares. Diverses transcriptions de ses Danses espagnoles (Danzas españolas, op. 37) ont également été effectuées pour la harpe.
Il a parmi ses élèves : la soprano et pianiste Conchita Badía et l'artiste Elisabeth Mulder.

## Œuvres

### Musique de chambre
- Intermezzo pour violoncelle et piano
- Trio pour violon, violoncelle et piano

### Musique vocale
- Trois zarzuelas
- Canciones españolas, pour voix et piano
- Cançons catalanes, pour voix et piano

### Liste
| Période                  | Titre                                                                            | Instrumentation                                                                               | Mouvements / Indications | Création |
| ------------------------ | -------------------------------------------------------------------------------- | --------------------------------------------------------------------------------------------- | --- | --- |
| Œuvres pour le piano     |                                                                                  |                                                                                               | | |
| 1885                     | Elvira: mazurka                                                                  | Piano                                                                                         | | |
| 1888                     | Dans le bois                                                                     | Piano                                                                                         | | |
| 1888 ca.                 | Álbum París 1888 /Álbum de melodias                                              | Piano                                                                                         | Comprend 22 pièces brèves | |
| 1888                     | En la aldea                                                                      | Ensemble de pianos                                                                            | Salida del sol - Maitines - El cortejo (marcha nupcial) - La oración - Regreso (marcha nupcial) - Canto recitado - La siesta - Danza pastoril - Final - La puesta de sol | Barcelone, Conservatorio Superior de Música de Barcelone, 3 avril 1984 |
| 1885-90 ca.              | Danza característica                                                             | Piano                                                                                         | | |
| 1890 ca.                 | Canción árabe                                                                    | Piano                                                                                         | | |
| 1890 ca.                 | Moresca                                                                          | Piano                                                                                         | | |
| 1890 ca.                 | Capricho español                                                                 | Piano                                                                                         | | |
| 1890 ca.                 | Valses sentimentales                                                             | Piano                                                                                         | Vivo - Andante - Vivo - Dolente - Allegro appasionato - Andantino amoroso - Allegro pastoral en forma de vals - Sentimentale - Dolente - Allegro final | |
| ca. 1890; pub. 1892-1900 | Danzas españolas op. 37                                                          | Piano                                                                                         | no 1, Galante - no 2, Oriental - no 3, Fandango - no 4, Villanesca - no 5, Andaluza - no 6, Jota - no 7, Valenciana - no 8, Sardana - no 9, Romántica - no 10, Melancólica - no 11, Arabesca - no 12, Bolero. Une première version orchestrale de trois de ces danses de Joan Lamote de Grignon eut lieu le 10 avril 1892. | Barcelone, Teatre Líric, 20 avril 1890. E. Granados, piano |
| 1890 ca.                 | Arabesca                                                                         | Piano                                                                                         | | Barcelone, Teatre Líric, 20 avril 1890 |
| --                       | Serenata española                                                                | Piano                                                                                         | (perdue) | Barcelone, Teatre Líric, 20 avril 1890 |
| 1890-95 ca.              | Dolora en La mineur                                                              | Piano                                                                                         | | Madrid, 27 novembre 1984 |
| 1890-95 ca.              | Carezza - Clotilde - La sirena - Marcha real - Soldados de cartón                | Piano                                                                                         | | |
| 1891-93                  | Apariciones: valses románticos                                                   | Piano                                                                                         | Introducció: presto - Cadenciós - Vals alemany - Fantasmes - Pastoral - Sensible - Ves-te'n, tristor! - Andantino quasi allegretto - Vals vienès - ?... - Ecos | |
| 1892                     | Paisaje                                                                          | Piano                                                                                         | | |
| 1892                     | Cartas de amor                                                                   | Piano                                                                                         | Cadencioso - Suspirante - Doliente - Apassionato | |
| 1893                     | Serenata                                                                         | Piano                                                                                         | | |
| 1895 ca.                 | Valses poéticos                                                                  | Piano                                                                                         | Introducció: Vivace molto - Vals melòdic - Vals apassionat - Vals lent - Vals humorístic - Vals brillant - Vals sentimental - Vals papallona - Vals ideal | Madrid, 15 février 1895; Barcelone, Teatre Líric, 21 mars 1895 |
| 1895                     | Piezas sobre cantos populares españoles                                          | Piano                                                                                         | 1. Preludio - 2. Añoranza - 3. Ecos de la parranda - 4. Vascongada - 5. Marcha oriental - 6. Zambra - 7. Zapateado | |
| 1895-96                  | Parranda-Murcia                                                                  | Piano                                                                                         | | |
| 1897                     | L'himne dels morts                                                               | Piano                                                                                         | | |
| 1898 ca.                 | A la cubana, op. 36                                                              | Piano                                                                                         | 1. Allegretto - 2. Un poco vivo | |
| 1898 ca.                 | A la antigua (bourrée)                                                           | Piano                                                                                         | | |
| 1898 ca.                 | La góndola: escena poética                                                       | Piano                                                                                         | | |
| 1900 ca.                 | Exquise: vals-tzigane                                                            | Piano                                                                                         | | |
| 1900 ca.                 | A la pradera, op. 35                                                             | Piano                                                                                         | | |
| 1900-01                  | Oriental                                                                         | Piano                                                                                         | | |
| 1901                     | Rapsodia aragonesa                                                               | Piano                                                                                         | | |
| 1903                     | Allegro de concierto                                                             | Piano                                                                                         | | Madrid?, 1903? |
| 1904                     | Escenas románticas                                                               | Piano                                                                                         | Mazurka - Berceuse - *** (Lento con estasi) - Allegretto - Allegro apasionato - Epílogo | Madrid, Unión Musical, 20 novembre 1904 |
| 1909-10                  | Valse de concert                                                                 | Piano                                                                                         | | |
| 1909-10                  | Azulejos                                                                         | Piano                                                                                         | Œuvre commencée par Isaac Albéniz et terminée par Granados | Barcelone, Palais de la musique catalane, 11 mars 1911. E. Granados, piano |
| 1910-12 ca.              | Jácara (danza para cantar y bailar), op. 14                                      | Piano                                                                                         | | |
| 1911                     | Goyescas                                                                         | Piano                                                                                         | Llibre 1: no 1, Los requiebros - no 2, Coloquio en la reja - no 3, El fandango de Candil - no 4, Quejas ó la maja y el ruiseñor Llibre 2 : no 5, El amor y la muerte (balada) - no. 6 Epilogo (La serenata del espectro) El pelele (œuvre indépendante, souvent interprétée comme la pièce no 7 de la suite)               | Barcelone, Palais de la musique catalane, 11 mars 1911 (Llibre 1); Teatro Principal (Tarrasa), 29 mars 1914 (improvisation sur le thème de '"El pelele"); Barcelone, Palais de la musique catalane, 5 mars 1915 ("El pelele"); Paris, Salle Pleyel, 2 avril 1914 (Llibre 2). E. Granados, piano |
| publicat 1912            | Dos impromptus                                                                   | Piano                                                                                         | 1. Vivo e appasionato - Impromptu de la codorniz | |
| pub. 1912                | Escenas poéticas                                                                 | Piano                                                                                         | 1a sèrie: 1. Berceuse - 2. Eva y Walter - 3. Danza de la rosa—2a sèrie: 1. Recuerdo de países lejanos - 2. El ángel de los claustros - 3. Canción de Margarita - 4. Sueños del poeta | |
| 1912                     | Fantasía (Cheherezada), op. 34                                                   | Piano                                                                                         | Datée du 28 décembre 1912 | |
| 1912-13                  | Libro de horas                                                                   | Piano                                                                                         | 1. En el jardín - 2. En invierno (La muerte del ruiseñor) - 3. Al suplicio | Barcelone, 23 mars 1913 |
| --                       | Danza lenta, op. 37                                                              | Piano                                                                                         | | Barcelone, 8 mai 1915 |
| --                       | Escenas infantiles: miniaturas, op. 38                                           | Piano                                                                                         | 1. Recitando - 2. Pidiendo perdón - 3. El niño duerme - 4. Niño que llora - 5. Séptima melodía | |
| --                       | Cuentos de la juventud                                                           | Piano                                                                                         | | |
| --                       | Marche militaire                                                                 | Piano                                                                                         | | Barcelone, 31 octobre 1915 |
| publ. 1914               | Impromptu (allegro assai), op. 39                                                | Piano                                                                                         | | |
| --                       | 2 Marxes militars                                                                | Piano à 4 mains                                                                               | | |
| Œuvres orchestrales      |                                                                                  |                                                                                               | | |
| 1899                     | Marcha de los Vencidos                                                           | Orchestre                                                                                     | | Barcelone, Societat Musical de Barcelone, 31 octobre 1899 |
| 1899                     | Suite sobre cantos gallegos                                                      | Orchestre                                                                                     | | Barcelone, Societat Musical de Barcelone, 31 octobre 1899 |
| 1908                     | Dante                                                                            | Orchestre et mezzosoprano (seulement dans la seconde partie) (Partition)                      | op. 21 1. L'entrada a l'infern - 2. Paolo e Francesca | Barcelone, Palais de la musique catalane, 6-1908 |
| 1909 ca.                 | Concierto para piano y Orchestre                                                 | Orchestre et piano                                                                            | Inachevé: on a au complet le premier mouvement (Lento-Allegro grave ma non molto) et le début du second (Andante). Il a été reconstitué, orchestré et complété par le pianiste, compositeur et chef d'orchestre Melani Mestre.                                                                                             | Perdu, le manuscrit original a été retrouvé en 2009 par Melani Mestre; édité en 2010 par la Editorial Boileau de Barcelone; créé le 27 octobre 2010 dans la Salle Philharmonique de Lviv, Ukraine, par Melani Mestre (piano), la Lviv Symphony Orchestra et Alexis Soriano (chef).              |
| 1910                     | Elisenda: suite                                                                  | Voix, piano, flûte, hautbois, clarinette, quintette à cordes, harpe                           | Sur un texte de Apel·les Mestres. 1. El jardín de Elisenda - 2. Trova - 3. Elisenda - 4. La vuelta o Final | Barcelone, Sala Granados, 7 juillet 1912 |
| 1911                     | Cant de les estrelles                                                            | Orchestre et chœur                                                                            | | Barcelone, Palais de la musique catalane, 1911 |
| 1916                     | Navidad                                                                          | Orchestre de chambre (double quintette à vent, cordes, piano)                                 | À partir de La cieguecita de Betania | Madrid, Sociedad Nacional de Música, 31 mai 1916 |
| 1916                     | Danza de los ojos verdes                                                         | Orchestre                                                                                     | À partir de La cieguecita de Betania | Nueva York, Maxine Elliot Theater, 10 février 1916 |
| ?                        | Danza gitana                                                                     | Orchestre                                                                                     | | |
| ?                        | La nit del mort (Poème desolación)                                               | Orchestre                                                                                     | | |
| ?                        | Suite oriental                                                                   | Orchestre                                                                                     | Incomplet | |
| Musique de chambre       |                                                                                  |                                                                                               | | |
| 1888 ca.                 | Canto (Melodía)                                                                  | violoncelle                                                                                   | De l'Álbum París 1888 | |
| 1895 ca.                 | Quinteto para piano en Sol menor, op. 49                                         | Quatuor à cordes et piano                                                                     | Allegro - Allegretto quasi andantino - Molto presto | Madrid, Salón Romero, 15 février 1895 |
| 1895 ca.                 | Trio, op. 50                                                                     | violon, violoncelle et piano                                                                  | 1.Poco allegro con espressione - 2.Scherzetto - 3.Duetto - 4.Finale | Madrid, Salón Romero, 15 février 1895 |
| 1903                     | Melodía                                                                          | violon et piano                                                                               | | Barcelone, Teatre Eldorado, 21 juin 1903 |
| 1914                     | Serenata                                                                         | 2 violons et piano                                                                            | | Paris, Salle Pleyel, 4 avril 1914 |
| 1915                     | Madrigal                                                                         | violoncelle et piano                                                                          | | Barcelone, Sala Granados, 2 juin 1915 |
| 1915                     | Trova                                                                            | violoncelle et piano                                                                          | Arrangement du second mouvement de Elisenda | Barcelone, Sala Granados, 2 mai 1915 |
| --                       | Danza gallega                                                                    | violoncelle et piano                                                                          | | |
| --                       | Sonata para violoncelle et piano                                                 | violoncelle et piano                                                                          | | |
| --                       | Romanza                                                                          | violon et piano                                                                               | | |
| --                       | Sonata                                                                           | violon et piano                                                                               | Seul le premier mouvement; il y a des esquisses pour les trois autres | |
| --                       | Tres preludios                                                                   | violon et piano                                                                               | 1. La góndola - 2. El toque de guerra - 3. Elevación | |
| --                       | Trio                                                                             | 2 violons et alto                                                                             | | |
| --                       | Escena religiosa                                                                 | orgue, violon, piano, timbale                                                                 | | |
| --                       | Intermedios para la misa de casamiento de Dionisio Conde                         | Quatuor à cordes, harpe, orgue                                                                | Marcha - Meditación | |
| --                       | Pequeña romanza                                                                  | Quatuor à cordes                                                                              | | |
| Musique vocale           |                                                                                  |                                                                                               | | |
| 1900                     | La boira                                                                         | Voix et piano                                                                                 | | Barcelone, Sala Chaissagne, 13 février 1902. Marina Cañizares, sop. |
| --                       | Canto gitano                                                                     | Voix et piano                                                                                 | | |
| 1902                     | Cançó d'amor                                                                     | Voix et piano                                                                                 | Poème de J. M. Roviralta | |
| 1910                     | Colección de tonadillas escritas en estilo antiguo sur des textes de F. Periquet | Voix et piano                                                                                 | Amor y odio – Callejeo - El majo discreto - El majo tímido - El mirar de la maja - El tra-la-la y el punteado - La maja de Goya - La Maja Dolorosa I, II y III, ¡Ay majo de mi vida!, ¡Oh muerte cruel!, De aquel majo amante - Las currutacas modestas - Si al retiro me llevas - El majo olvidado                        | Barcelone, Palais de la musique catalane, 10 juin 1914 |
| --                       | Elegía eterna                                                                    | Voix et piano                                                                                 | Poème d'Apel·les Mestres | Barcelone, Palais de la musique catalane, 10 juin 1914 |
| --                       | L'ocell profeta                                                                  | Voix et piano                                                                                 | Poème de la comtesse de Castellà | Barcelone, 22 juin 1911 |
| 1914-15                  | Canciones amatorias                                                              | Voix et piano (sur des textes du Romancero general)                                           | Mañanica era - Mira que soy niña - Serranas de Cuenca (letra de Luis de Góngora) - Lloraba la niña (Poème de Góngora)- No lloréis, ojuelos (Poème de Lope de Vega) - Descúbrase el pensamiento - Gracia mía | Barcelone, Sala Granados, 5 avril 1915 |
| --                       | Cançoneta, op. 51                                                                | Voix et piano                                                                                 | Poème d'Apel·les Mestres | |
| --                       | L'herba de l'amor                                                                | Coro                                                                                          | | |
| --                       | Balada                                                                           | Voix et piano                                                                                 | | |
| --                       | Canción                                                                          | Voix et piano                                                                                 | | |
| publ. 1916               | Canción del postillón                                                            | Voix et piano                                                                                 | | |
| Œuvres lyriques          |                                                                                  |                                                                                               | | |
| 1895                     | Miel de la Alcarria, op. 54                                                      | Musique de scène pour le drame en 3 actes de Josep Feliu i Codina                             | Musique de scène pour le drame en 3 actes de Josep Feliu i Codina | 1895 |
| 1897-98                  | Ovillejos                                                                        | Saynète lyrique en 2 actes de Josep Feliu i Codina                                            | Saynète lyrique en 2 actes de Josep Feliu i Codina | |
| 1898                     | María del Carmen                                                                 | Opéra sur un livret de Josep Feliu i Codina                                                   | Opéra sur un livret de Josep Feliu i Codina | Madrid, Teatro Parish, 12 novembre 1898; Barcelone, Teatre Tívoli, 31 mai 1899 |
| 1899                     | Blancaflor                                                                       | Drame lyrique en un acte de Adrià Gual                                                        | Drame lyrique en un acte de Adrià Gual | Barcelone, Teatre Líric, 30 janvier 1899 |
| 1899-1900                | Petrarca                                                                         | Drame lyrique en un acte sur un livret de Apel·les Mestres                                    | Drame lyrique en un acte sur un livret de Apel·les Mestres | (n'a pas été créé) |
| 1901                     | Picarol                                                                          | Pièce lyrique en un acto de Apel·les Mestres                                                  | Pièce lyrique en un acto de Apel·les Mestres | Barcelone, Teatre Tívoli, 28 février 1901 |
| 1903                     | Follet                                                                           | Opéra en trois actes sur un livret de Apel·les Mestres                                        | Opéra en trois actes sur un livret de Apel·les Mestres | Barcelone, audition privée au Grand théâtre du Liceu, 4 avril 1903 (n'a pas eu de succès et n'a pas été créé publiquement) |
| 1906                     | Gaziel                                                                           | Poème en trois scènes sur un livret de Apel·les Mestres                                       | Poème en trois scènes sur un livret de Apel·les Mestres | Barcelone, Teatre Principal, 27 octobre 1906. Jaume Pahissa, dir. |
| 1911                     | Liliana                                                                          | Poème en une scène sur un livret de Apel·les Mestres                                          | Poème en une scène sur un livret de Apel·les Mestres | Barcelone, Palau de les Belles Arts, 9 juillet 1911 |
| 1915                     | La cieguecita de Betania (El portalico de Belén)                                 | Opéra pour enfants sur un livret de Gabriel Miró. Pour voix d’enfants et ensemble de chambre. | Opéra pour enfants sur un livret de Gabriel Miró. Pour voix d’enfants et ensemble de chambre. | Barcelone, maison de Granados à Vallcarca, 1-1916. Interprété par les enfants de Granados et Miró |
| 1916                     | Goyescas                                                                         | Opéra en 2 actes sur un livret de Fernando Periquet y Zuaznabar                               | Opéra en 2 actes sur un livret de Fernando Periquet y Zuaznabar | New York, Metropolitan Opera, 26 janvier 1916 |
| ?                        | Torrijos                                                                         | Musique de scène                                                                              | Musique de scène | |

## Enregistrements par Granados
Outre des gravures sur disque en système acoustique Granados a réalisé des enregistrements de ses propres compositions sur système Welte-mignon en 1913 et chez Aeolian sur système Duo-Art en 1916 dont :
- Danse espagnole N° 5

## Hommages
- Est nommé en son honneur (24681) Granados, un astéroïde de la ceinture principale découvert en 1989[3];
- Une des rues principales de la ville de Barcelone, dans le district de l'Eixample (carrer d'Enric Granados), porte son nom[4].